# The Party Scene
The Party Scene – pierwszy studyjny album amerykańskiego zespołu pop punk All Time Low, wydany 19 lipca 2005 przez Emerald Moon.

## Lista utworów
Źródło.
1. "Prelude" – 0:43
2. "The Party Scene" – 2:58
3. "Lullabies" – 3:58
4. "Hometown Heroes; National Nobodies" – 2:53
5. "Circles" – 3:20
6. "Interlude" – 1:53
7. "We Say Summer" – 3:06
8. "Break Out! Break Out!" – 3:10
9. "Running from Lions" – 3:06
10. "Noel" – 4:10
11. "I Can't Do the One-Two Step" – 4:02
12. "The Girl’s a Straight-Up Hustler" – 3:59
13. "Sticks, Stones, and Techno" (Ukryta piosenka) – 2:23